# سيفيكرم
سيفيكرم (بالإنجليزية: CiviCRM)‏ عبارة عن مجموعة قائمة على الويب من البرامج الدولية مفتوحة المصدر لإدارة العلاقات مع الدوائر التي تندرج تحت عنوان عام لإدارة علاقات العملاء. وهو مصمم خصيصًا لتلبية احتياجات المنظمات غير الربحية، غير الحكومية، ومجموعات المناصرة، ويعمل كنظام لإدارة الجمعيات.
تم تصميم CiviCRM لإدارة المعلومات حول المتبرعين بالمنظمة والأعضاء ومسجلي الأحداث والمشتركين وطالبي طلبات المنح والممولين وجهات اتصال الحالة. يمكن إدارة المتطوعين والنشطاء والناخبين - بالإضافة إلى الأنواع العامة من جهات الاتصال التجارية مثل الموظفين أو العملاء أو البائعين - باستخدام CiviCRM.

## وصلات خارجية
- سيفيكرم على موقع Open Hub (الإنجليزية)
- سيفيكرم على موقع Free Software Directory (الإنجليزية)